# القصر الملكي في وادي الحجارة
القصر الملكي في وادي الحجارة أو غوادالاخارا (بالإسبانية: Alcázar Real de Guadalajara)‏ هو حصن ملكي من أصل أندلسي اُنشئ في القرن التاسع في مدينة وادي الحجار بإسبانيا وقد تم تحويله مع مرور الوقت إلى قصر للأسرة الملكية ومصنع للنسيج وثكنة عسكرية.
هو قصر حصين تم بنائه على ارتفاع هكتار فوق وادٍ وبالقرب من الطريق السريع بمدريد. منذ أن تم إنشائه وهو يشكل مكانا أساسيا في المدخل الغربي لوادي الحجارة، وأيضًا يفصل حي الحرفيين لمحلات للفخار عن باقي المدينة. كان الهدف الأساسي من إنشائه حماية مدخل المدينة ومراقبة وادي نهر الهناريس. وأثناء فترة حكم المسيحيين، أصبح القصر الملكي مثل قصر قرطبة وإشبيلية- وهما قصران تم إنشائهما بنفس الفترة- مصنع للنسيج وأصبح فيما بعد ثكنة عسكرية إلى أن دُمر في 1936. مند عام 1998 يتم عمل دراسات أثرية لاكتشاف كل جزء من القصر خاص بكل حقبة زمنية محددة.

## تاريخ القصر

### تاريخ البناء والحقبة الأندلسية
تم بناء القصر في القرن التاسع أثناء معركة إمارة قرطبة بين عشائر العرب أبناء سالم والمولدين أبناء قاسي. في عام 862 حاصر جيش موسى بن موسى مدينة غوادالاخارا ثم اقتحموا القصر لكي يتم السيطرة على المدينة بالكامل. ولكن اُصيب موسى في المعركة وتوفي قبل وصوله إلى تطيلة.
ثم انتهى بناء القصر في القرن العاشر على يد الخليفة عبد الرحمن الناصر لدين الله، والذي تميزت فترة حكمه بالاجتهاد والمثابرة، وهو مَن استخدم القصر كقاعدة عسكرية بسبب موقعه القريب من المعارك مع المسيحيين في شمال شبه الجزيرة الإيبيرية. في عام 920، أثناء معركة خونكيرا، استخدم عبد الرحمن الناصر القصر كقاعدة عسكرية للتخطيط للمعركة.
وقعت مدينة غوادالاخارا في أيدي القوات المسيحية في عام 1085 على يد قائدهم آلبار فانييذ، أثناء حكم الملك ألفونسو السادس ملك قشتالة، وتم ضمها لمملكة قشتالة. ومنذ ذاك الوقت تطورت مهام القصر كقصر للأسرة الملكية أي بعيدًا عن مهامه الأولية.

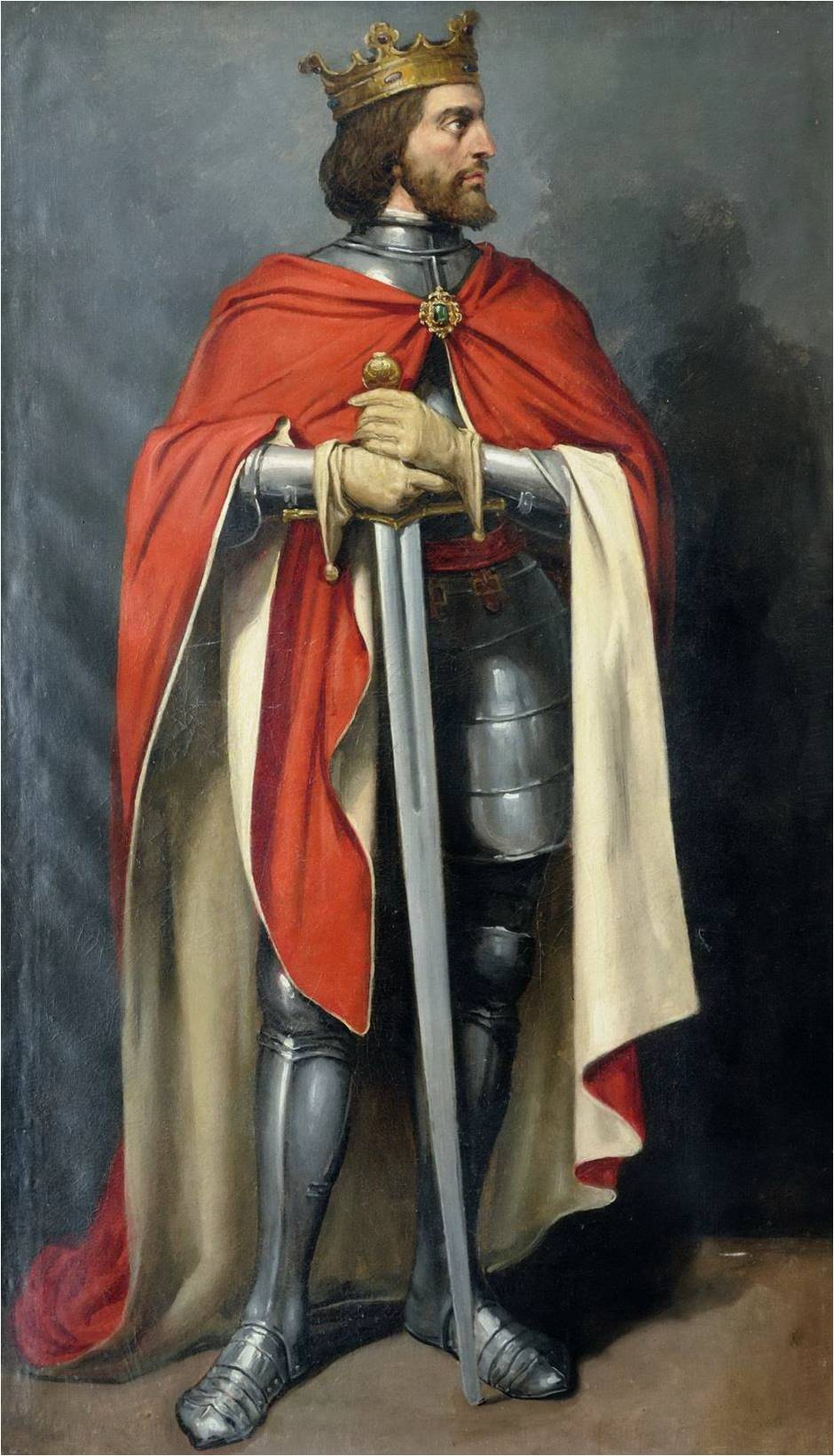
الملك ألفونسو الحادي عشر

### الاحتلال المسيحي: فترات بين الازدهار والانحدار
بعد أن قامت قوات الملك ألفونسو السادس باحتلال المدينة، أصبح القصر مكانا لإقامة ملوك المملكة القشتالية، فتم تدوين حياة الملك ألفونسو السادس وألفونسو السابع وفرناندو الثالث وسانتشو الرابع وألفونسو الحادي عشر. ومن الجدير بالذكر أن الملك ألفونسو الحادي عشر أمر ببناء كنيسة داخل القصر مكرسة لسان إديفونسو وكانت ذو مكانة عليا.
أثناء حكم الملك ألفونسو الحادي عشر في القرن الرابع عشر وبفضل الإصلاحات التي قامت بها الأميرة ايسابيل- بين عامي 1292 و1311- وكنيسة سانتياغو بغوادالاخارا، تحول القصر إلى قطعة فنية متكونة من غرفة نوم وفناء رئيسي، وأحواض للسباحة والقبب والحمامات والأقبية والأبراج التي اشتهر أحدهم بعد مرور قرن، وأثناء حكم الملكان الكاثوليكيان. بفضل روعة القصر، أصبح مصدر لإلهام المهندسين الذين قاموا ببناء دير سانتا كلارا دي تورديستياس وسانتا كلارا دي أستودييو ودير ليون وقصور قرطبة وإشبيلية. وتم بناء فناء رئيسي في قصر إشبيلية مثل الموجود في القصر الملكي في غوادالاخارا.
واستمرت هيبة ومكانة القصر العالية خلال حكم سلالة تراستامارا ورثة سلالة بورجونيا الذين أقاموا بها برلمان مملكة قشتالة في عام 1390 أثناء حكم الملك خوان الأول، وفي عام 1408 أثناء حكم الملك خوان الثاني الذي كان حينذاك أصغر من السن القانوني فأقام كلا من كاتالينا دي لانكاستري وفرناندو دي انتيكيرا البرلمان بدلاً منه. في عام 1436 أُقيم في القصر الاحتفال بزواج من أصبح فيما بعد ثاني ماكيز لسانتيانا وأول دوق، الأمير دييجو اورتادو دي ميندوزا اي فيجيروا وماريا دي لونا والذي تم تعيينه من قِبل الملك خوان الثاني في عام 1448 ككبير الحراس للقصر الملكي في غوادالاخارا.
أدى احتلال قوات الملك إنريكي الرابع لمدينة غوادالاخارا في عام 1460 من أجل طرد أفراد عائلة مندوسا، الذين كانوا ذو قوة، إلى تدمير جزء من القصر. عندما تمكنت عائلة مندوسا من استعادة مكانتها قام انيجو لوبيذ دي ميندوسا إي لونا، وهو ثاني دوق، ببناء جزء من القصر لاستخدامه كمكان لإقامة العائلة. وهكذا بدأ الإهمال في القصر وبدأ الأدواق في استخدام بعض الأجزاء منه كمخازن ومجالس، وفي عام 1520 تدمر كل ما كان يميز القصر بسبب إيواء العديد من أفراد طبقة النبلاء والشعب بسبب الثورة التي اشتعلت في قشتالة أثناء حكم الملك كارلوس الأول بسبب انتشار الأمراض وتدهور حالة الدولة. انتهت الثورة بإعادة المدينة إلى أيدي قوات الملك كارلوس الأول ولكن ما تبقى من القصر بقي مدمرًا بشكل شبه كلي.

### المصنع الملكي للنسيج لسان كارلوس

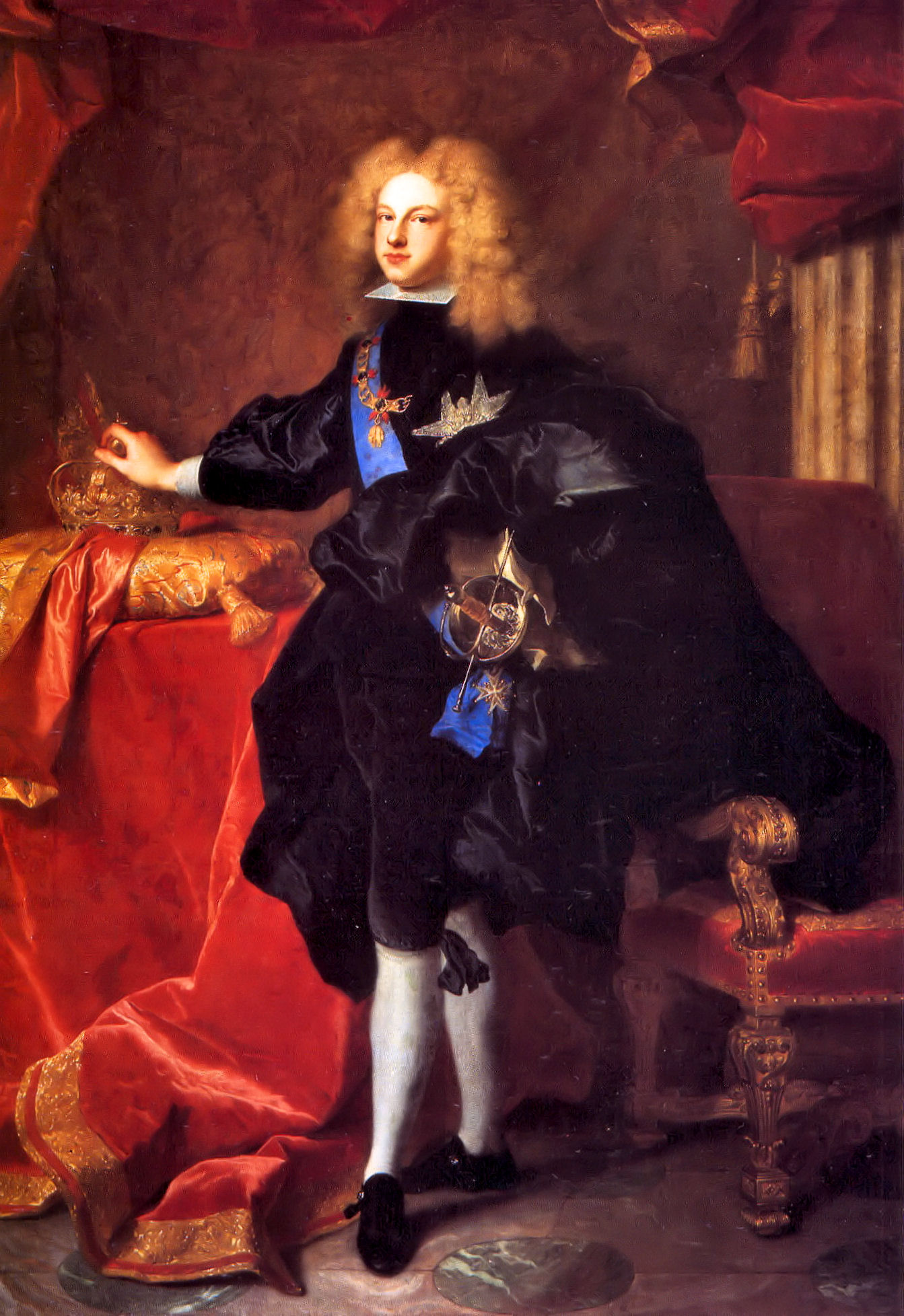
فيليب الخامس، ملك إسبانيا

بعد حرب الخلافة الإسبانية التي انتهت بتتويج الملك فيليب الخامس ملكًا لإسبانيا، وافق الملك على امكانية إقامة مصنع للنسيج في مدينة غوادالاخارا. وهكذا تحول القصر إلى مصنع للقماش. ومن أجل إقامة هذا المصنع تم استخدام ما تبقى من القصر القديم.
لاحقًا اكتُشف أن المباني المخصصة للمصنع محدودة بالنسبة للإنتاج الذي كان من المقرر تقديمه. لذلك قرروا أن يحاولوا توسيع المصنع. كان أمامهم خياران: الأول هو إقامة مصانع أخرى في بريهويجا وسان فرناندو دي هيناريس وتوريخون دي اردوذ إما أن يقوموا بتوسيع أراضي القصر في غوادالاخارا. في النهاية اتخذوا قرار إقامة مصانع نسيج في بريهويجا وسان فرناندو دي هيناريس وآيضًا توسيع القصر في غوادالاخارا. في عام 1778 قاموا بهدم جزء مما كان متبقيًا من القصر القديم لإقامة مبنى جديد توسيعًا لمصنع النسيج والذي قام بتصميمه دييجو جارثيا. نتيجة التعديلات السابقة بقيت الحوائط الخارجية للقصر والتي كانت تحمي المصنع. بعد ذلك وضعوا اسمًا للمصنع وهو المصنع الملكي للنسيج لسان كارلوس.
استمر استخدام هذا المصنع حتى اشتعال حرب الاستقلال الاسبانية عام 1808؛ فحينها استعاد القصر وظيفته كثكنة عسكرية. في عام 1833 تم اعلان القصر كاكاديمية عليا للمهندسين في غوادالاخارا وأدى هذا القرار إلى احداث تجديدات عديدة لكي يصبح مجهزًا لوظيفته الجديدة.

### مدرسة المهندسين وثكنة المناطيد الهوائية
نظرًا للأحداث التاريخية التي مرت بها إسبانيا، تم تغيير استخدامات مباني المصنع الملكي للنسيج. من جهة، في عام 1833 تم تحويل قصر مونتيسكلاروس إلى الأكاديمية العليا لمهندسين الجيش وآيضًا مقرًا لثالث كتيبة للمهندسين. من جهة أخرى، في عام 1860 أصبح القصر مستخدمًا كثكنة عسكرية تحت اسم سان كارلوس وسانتا اسابيل.
في عام 1896 تم ادخال مقر للمنطاد الذي كان يتم اطلاقه في حديقة المناطيد. سُمي هذا المكان فيما بعد بحي الينابيع. في عام 1900 بدأ في إسبانيا مجال الطيران والملاحة الجوية انطلاقًا من المكان ذاته وبفضل بيدرو بيبيس بيتش. وبسبب هذه الانطلاقة القوية، اُطلق على هذا المكان اسم ثكنة المناطيد الهوائية.
من الجدير بالذكر آيضًا أنه في عام 1900 تم إنشاء مؤسسة تعليمية للأطفال اليتامى بسبب ما أحدثته حرب الاستقلال الإسبانية.

### تدمير القصر
أثناء الحرب الأهلية الأخيرة التي اشتعلت في إسبانيا عام 1936، كانت قوات الجبهة القومية تختبيء في الثكنة العسكرية في القصر. وفي يوم الثاني والعشرين من شهر يوليو لعام 1936 قامت قوات الجبهة الجمهورية بقذف الثكنة العسكرية بقنابل حارقة أدت إلى احتراق المبني. في نفس العام تعرض جزء آخر من القصر لقذف جوي قامت به قوات الجبهة القومية في السادس من شهر ديسمبر أدى إلى تدمير جزء من مدينة غوادالاخارا وفقط تبقى من القصر الحوائط القليلة التي نراها اليوم. ومنذ ذاك الحين، بقي القصر مهدومًا ومهجورًا حتى عام 1998 حين بدأت عمليات التنقيب الأثري من أجل الدراسة.

## مراحل بناء القصر والمواد المستخدمة في البناء

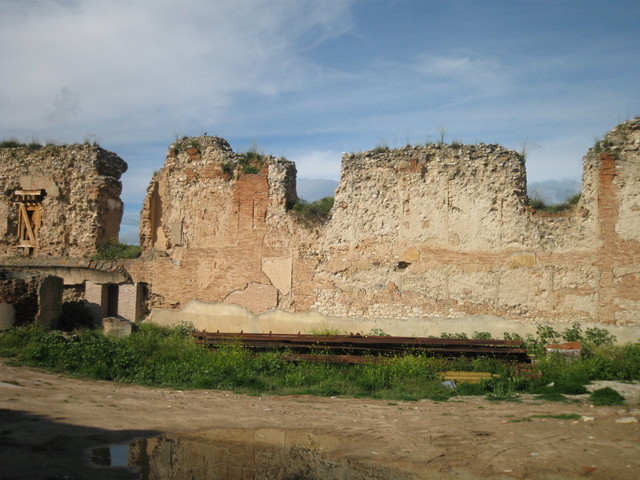
بالنظر إلى أسوار وجدران القصر المتبقة يمكن التفريق بين كل مرحلة تم بها بناء القصر

أظهرت الدراسات التنقيبة والأثرية التي بدأت في عام 1998 أنه من الممكن تحديد أربعة مراحل لبناء القصر وهي: مرحلة القصر الأندلسي، ومرحلة القصر المغربي، ومرحلة مصنع النسيج، ثم مرحلة الثكنة الحربية.

### القصر الأندلسي
تم بناء القصر الأندلسي في القرن التاسع واستمر وجوده حتي الاحتلال المسيحي لمدينة غوادالاخارا في القرن الحادي عشر. بالكاد تبقت بقايا من القصر الأصلي رباعي الشكل والأبراج التي كانت مُستخدمة لحماية القصر وأساسات الجدران والأسوار التي تم بناء القصر المغربي على أساسها. هذا القصر الأندلسي كان مبني بجيرالهاون الذي تم استخدامه فيما بعد في عمليات البناء اللاحقة.

### القصر المغربي
أوضحت الدراسات الحفرية والأثرية التي تمت في أواخر التسعينيات بشكل واضح أساسيات اقامة القصر المغربي الذي تم تدميره في القرن السادس عشر. فلقد بُني مستندًا على القصر الأصلي قائمًا بنفس ذات الهيكل والمواد المُستخدمة للبناء. فتم استخدام جير الهاون مرة أخرى مع الطوب لجعله أقوى وللحفاظ على الهيكل الأساسي للقصر. إلى جانب هذا تم استخدام الجبس لزخرفة المباني.

### المصنع الملكي للنسيج
لبناء المصنع الملكي للنسيج تم الاستفادة من المبني الجنوبي الغربي لإقامته، مع تقوية الجدران والأسوار القديمة بالطوب والخرسانة ومع فتح شبابيك للوجه الخارجي للمبنى. وأيضًا قاموا ببناء الأقبية من أجل الحفاظ على الطابق السفلي للمصنع.

### الثكنة الحربية سان كارلوس
أدت الحاجة إلى توسيع المباني القديمة للقصر إلى إنشاء جناح جديد في الجزء الجنوبي للقصر وهو الثكنة الحربية سان كارلوس. تم بنائها مستطيلة الشكل ومكونة من طابقين.

## أجزاء القصر

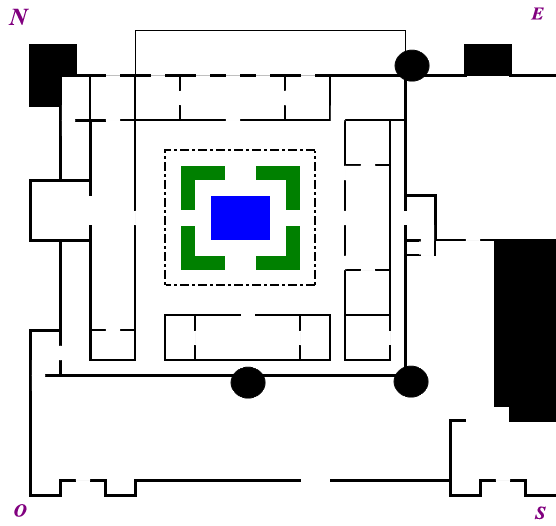
صورة توضيحية لتكوين القصر

### البوابة الغربية
كانت البوابة الغربية تؤدي إلى الدخول بشكل مباشر إلى حي محلات الفخار، وهو المدخل الغربي لمدينة غوادالاخارا. بالطبع كان بالقصر بوابات أخرى مثل البوابة الشمالية الغربية والتي تم انشائها في القرن الرابع عشر. كانت مبنية من جير الهاون مثل باقي الجدار الشمالي الغربي وتم تزيينها بالطوب ذو الانحناءات على هيئة أقواس تشبه حدوة الحصان متأثرًة بالفن المعماري المغربي.

### القبة أو غرفة العرش
كانت مربعة الشكل وكانت تقع في أحد أبراج الجدار الشمالي الغربي المبني أثناء عملية توسيع القصر في القرن الرابع عشر. كانت مغطاة بسقف مصنوع من الخشب. بجوارها كانت تتواجد حجرات النوم وكانت مفتوحة على المدخل الرئيسي.

### الحمامات
كانت متواجدة بالقرب من الصالون الرئيسي وكانت عبارة عن حجرات واسعة بها العديد من أحواض الاستحمام والمياه الساخنة اللازمة للنظافة الشخصية.

### الصالونات وغرف النوم
تم بناءها أثناء بناء القصر الأصلي في القرن التاسع بجوار الجدار الشمالي الشرقي وكانت ذو شكل مسطيلي محاطة بغرف النوم. تم إعادة بنائهم في القرن الحادي عشر أثناء فترة الاحتلال المسيحي وأثناء القرن الرابع عشر بفضل الإصلاح الذي أمر بتنفيذه الملك ألفونسوالحادي عشر فتم عمل نوافذ تطل على المدخل وتم توسيع مساحاتهم.

### الفناء وحمامات السباحة
تم بناء الفناء الرئيسي للقصر أثناء القرني الثالث عشر والرابع عشر وكان متواجد بالقرب من حديقة كبيرة وحمام للسباحة رئيسي مصنوع من الجير. كان فناء محاط بدير مبني بالأعمدة ذات الثمانية الزوايا.

### مصنع سان كارلوس
في عام 1778 قام دييغو غارسيا ببناءه في الجزء الجنوبي الغربي للقصر. كان المصنع يتكون من مبنى ذو طابقين وكان به نوافذ في الطابق العلوي من أجل اضاءة المبني على مدار اليوم.

### الأقبية والاسطابلات
كانت الأجزاء الأدنى من القصر وكانت متواجدة بالقرب من وادِ العالمين. تم بنائها في القرن الثالث عشر، ثم تم تجديدهم في القرن الثامن عشر. كان لها عدة استخدامات مختلفة حتى بعد تحطيم القصر في عام 1936.

### البوابة الجنوبية الشرقية
تم انشائها بالجزء الجنوبي الشرقي للقصر في القرن الثالث عشر. كانت مصنوعة من الأحجار المنحوتة. كانت مُشكّلة من برج ذو مدخل مفتوح له بوابتين: البوابة الأولى كانت تؤدي إلى الخارج مباشرة، والبوابة الثانية كانت تؤدي إلى الداخل بواسطة رواق كان يحاوط المبنى الشرقي والمبنى الغربي للقصر وكانت تربط بين أجزاء عديدة بالقصر وبين الاسطبلات بواسطة بعض السلالم.

### جناح سان كارلوس
في عام 1860 تم توسيع أبنية القصر بإنشاء جناح جديد مناسب للحقبة التاريخية التي تمر بها إسبانيا. تم بناءه بالجزء الجنوبي بالقرب من الطريق إلى مدريد حاملًا اسم أكاديمية مهندسي الجيش، وتم تجديد مبني المصنع ليصبح مؤسسة تعليمية ليتامى الحرب الأهلية.

### مخزن الحبوب
في القرن الرابع عشر تم إنشاء أثناء عملية توسيع القصر سور خارجي من أجل تدعيم حماية القصر. في أقصى الجانب الجنوبي للسور الجديد تم إنشاء بوابة للدخول على هيئة برج من الجير مشابه للبوابة الغربية للقصر. في القرن الخامس عشر تم إنشاء مخزن للحبوب. في عان 1860 وبالقرب من مخزن الحبوب تم إنشاء برج من أجل المناطيد وبقمته برج حمام، ولكن تم تدميره أثناء الحرب الأهلية في عام 1936

## الدراسات الأثرية للقصر
في عام 1996 قُرر عمل دراسة أثرية للقصر من أجل إقامة مسرح مكان القصر، ولكن الدراسات الأولية أوصت بعدم إقامة أبنية فوق هذه الأرض بسبب وجود بقايا هامة من القصر القديم.
تم تنفيذ أولى الدراسات الحفرية للقصر بين 1998 و2001 والتي أظهرت وجود أولى بقايا القصر الأندلسي مثل المواد التجميلية والأساسات الأولية، وقاموا أيضًا بتقوية الإسطبلات.
في عام 2004 قدم دار بلدية مدينة غوادالاخارا مشروع دراسة عن القصر لكلية الدراسات العربية للمجلس الأعلى للبحوث العلمية تحت إشراف الدكتور خوليو نابارو بالاثون. كان المشروع ينقسم إلى جزئين: الأول من شهر أغسطس إلى شهر ديسمبر لعام 2005،  والثاني من شهر يوليو لعام 2006 إلى شهر يناير لعام 2007.
أثناء الجزء الأول من المشروع تم تنظيف بقايا القصر من أجل الاستعداد للمرحلة الثانية التي بدأت في ميعادها المحدد من أجل معرفة كيفية بناء القصر المغربي. أثناء المرحلة الأولى تم التوصل إلى العديد من الأدوات المستخدمة بشكل يومي على مدار الحقب مثل الأوعية. في المرحلة الثانية تم تقوية الجدران والأسوار وتم تنظيف مخزن الحبوب لكي يتم افتتاحه للمواطنين من أجل الزيارة.